# Tōyama Kagemoto

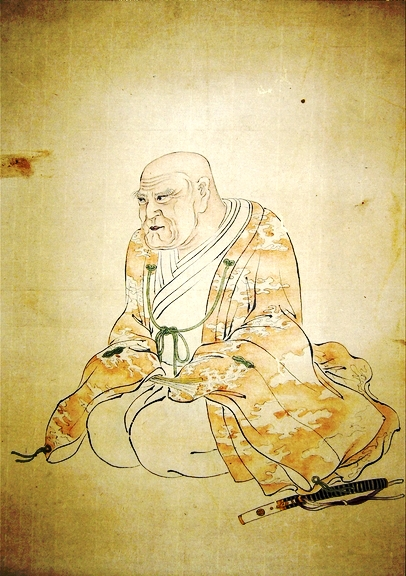
Tōyama Kagemoto

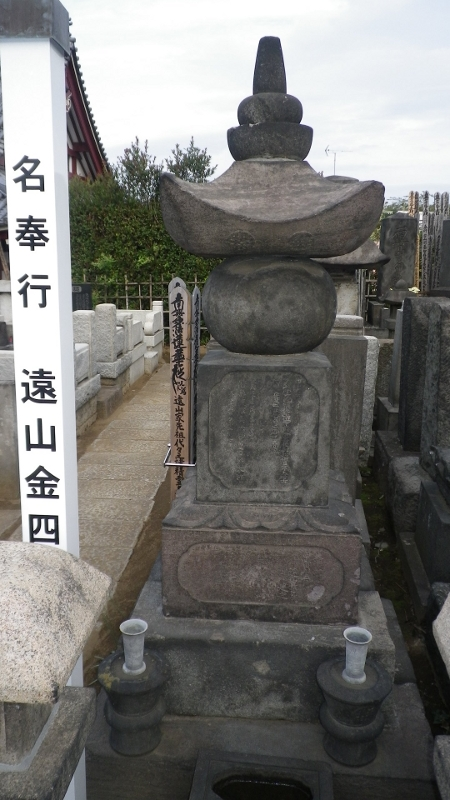
Tōyamas Grab

Tōyama Kagemoto (japanisch 遠山 景元, auch Tōyama Kinshirō (遠山 金四郎) genannt; geboren 27. September 1793; gestorben 15. April 1855 in Edo) war ein japanischer Stadtkommissar in der späten Edo-Zeit.

## Leben und Wirken
Tōyama Kagemoto war Sohn des Tōyama Kagekuni (遠山 景晋; 1764–1837), einem Hatamoto. Nachdem er unter anderem als Konando (小納戸) – „Hausdiener im Shōgun-Haushalt“, Kobushin Bugyō (小普請奉行) – „Kommissar für kleine Ausbesserungen“, Sakuji-Bugyō (作事奉行) – „Kommissar für Bau und Instandhaltung“ und Kanjō bugyō (勘定奉行) – „Kommissar für das Rechnungswesen“ gedient hatte, wurde er 1840 Stadtkommissar für den Norden von Edo. Während der Tempō-Reformen (天保の改革, Tempō no kaikaku) widersetzte er sich der Auflösung der Genossenschaftsstruktur einer Reihe von Großhändlern. Und selbst als er den Auftrag vom Leiter des Bakufu Rōjū Mizuno Tadakuni (1794–1851) erhielt, erteilte er ihn nicht sofort, sondern hielt ihn eine Weile zurück, wofür er bestraft wurde. Immerhin soll es seiner Macht zu verdanken sein, dass die drei Theater in der Innenstadt nach Saruwakachō (猿若町) im Bezirk Asakusa verlegt werden konnten, was ihren Fortbestand sicherte.
Im Februar 1843 führte der Konflikt mit Torii Yōzō (1796–1873), dem Stadtkommissar (Süd-Edo) und strengen Reformer, dazu, dass Tōyama seinen Posten verlor und nur noch Ōmetssuke (大目付) – etwa „Generalinspizient“ war. Im März 1845 wurde er nach Mizunos Sturz erneut zum Stadtkommissar (Süd) ernannt, eine ungewöhnliche Wiederernennung. Insgesamt hatte seine weise Amtsführung einen so guten Ruf wie einst nur die von Ooka Tadasuke (1677–1751).
Als Tōyama jung war, war er bekannt für seine schlechte Lebensführung. Er ging mit Prostituierten und Leuten aus der Mittelschicht (中間, Chūgen) aus und hatte nach landläufiger Meinung hatte er ein Kirschblütentattoo auf seinem Arm. 1848 trat er seinem Amt zurück und wurde buddhistischer Priester. Sein Grab befindet sich im Tempel Hommyō-ji (本妙寺) im Stadtteil Hongō (本郷) im Bezirk Bunkyō von Tokio.